# Хмелевка (Городокский район)
Хмелевка (укр. Хмелівка) — село в Городокском районе Хмельницкой области Украины.
Население по переписи 2001 года составляло 445 человек. Почтовый индекс — 32021. Телефонный код — 3251. Занимает площадь 0,208 км². Код КОАТУУ — 6821288201.

## Местный совет
32021, Хмельницкая обл., Городокский р-н, с. Хмелевка, ул. Грушевского, 51